# Морфин-6-глюкуронид
Морфин-6-глюкуронид (M6G) — основной активный метаболит морфина, во многом ответственен за обезболивающие эффекты морфина (а, соответственно, кодеина и героина). Анальгетическую активность (на животных) впервые обнаружил японский учёный Ёсимура Хидетоси.
Последующие работы в Госпитале Святого Варфоломея в Лондоне в 1980 году, используя особую чувствительную высокоэффективную жидкостную хроматографию, был точно определён первый момент метаболизма морфина и большое количество морфина-6-глюкуронида (наряду с морфином-3-глюкуронидом и морфином-3,6-глюкуронидом, оба при рассмотрении оказались неактивными метаболитами).
Было высказано предположение, что в результате почечной недостаточности в почках может накопиться большое количество M6G, которое может привести к фатальным токсическим поражениям, как, например, угнетение дыхания. У тяжелобольных пациентов, часто употребляющих морфин, отказ почек — обычное, но непредвиденное явление. Вначале были изучены 3 пациента, у которых было большое содержание M6G и у которых отказали почки. Дальнейшие исследования были направлены на изучение роли почечной функции в фармакокинетике морфина и его метаболитов и их поведения до и после трансплантации почек.
Ключевой шаг, определяющий важность M6G, был сделан в 1992 году, когда субстанция была искусственно синтезирована и введена пациентам, большинство которых описало облегчение боли.